# Eva Nordmark
Eva Marie Nordmark, tidigare Persson Sellin, född Persson 21 februari 1971 i Nederluleå församling i Norrbottens län, är en svensk politiker (socialdemokrat) och fackföreningsledare. 
Hon var riksdagsledamot 1995–1998, förbundsordförande för Sveriges kommunaltjänstemannaförbund (SKTF) 2004–2011 och ordförande för Tjänstemännens centralorganisation (TCO) 2011–2019. Hon lämnade TCO när hon 2019 utsågs till statsråd. Hon var arbetsmarknadsminister 2019–2022 och jämställdhetsminister 2021–2022. 

## Biografi
Eva Nordmark studerade statsvetenskap vid Högskolan i Luleå 1992–1994 men avlade inte någon examen. Hon var riksdagsledamot för Socialdemokraterna 1995–1998. Som riksdagsledamot var hon invald i Norrbottens läns valkrets och bland annat suppleant i Lagutskottet. Hon har även varit politiskt aktiv i Luleå kommun 1991–1999 och ledamot av kommunstyrelsen från 1994. Hon var ledamot av SSU:s förbundsstyrelse 1993–1995 och första kvinnliga ordförande för SSU Norrbotten 1992–1995.
Hon har även varit ledamot i styrelsen för Luleå tekniska universitet 1995–2000, ordförande i TCO-rådet i Norrbotten 2001–2004 och förbundsordförande för SKTF (numera Vision) 2004–2011. Från 2012 var hon åter ledamot i styrelsen för Luleå tekniska universitet. Hon var också ledamot i Europafackets styrelse och medlem i regeringen Reinfeldts Framtidskommission 2011–2013. Hon utsågs 2011 till ordförande för TCO.
År 2018 utnämndes hon till riddare av Ordre national du Mérite för sitt engagemang för kvinnors rättigheter, sitt arbete för den sociala dialogen i Sverige och Europa och engagemanget för högre utbildning.
Nordmark lämnade ordförandeskapet i TCO när hon utsågs till Sveriges arbetsmarknadsminister vid riksmötet den 10 september 2019, då hon ersatte Ylva Johansson i regeringen Löfven II. Hon fick då ansvar för bland annat omorganisationen av arbetsförmedlingen och reformering av arbetsrätten som båda var en del av Januariöverenskommelsen. Turerna kring arbetsrätten ledde till att Vänsterpartiet, tillsammans med bland annat Moderaterna, hotade med misstroendevotum.
När regeringen Andersson tillträdde 30 november 2021 fortsatte Nordmark som arbetsmarknadsminister, och hon blev dessutom ny jämställdhetsminister efter Märta Stenevi. Hon satt på posterna till regeringsskiftet i oktober 2022.
Nordmark är styrelseordförande för Gymnastik- och idrottshögskolan (GIH) sedan 2023.